# Казино (коктейль)
Казино (англ. Casino) — алкогольний коктейль на основі джина, безбарвного сухого фруктового лікеру, що виготовляється з мараскіновой вишні, апельсинового бітера і лимонного соку. Класифікується як коктейль на весь день (англ. All day cocktail). Належить до офіційних напоїв Міжнародної асоціації барменів (IBA), категорія «Незабутні» (англ. The Unforgettables).

## Історія
Коктейль згадується в книзі Гаррі Креддока The Savoy Cocktail Book (1930), де змішується на основі джина (близько 60 мл) з додаванням невеликої кількості рівних часток інших інгредієнтів (приблизно по 1 мл). Як гарнір використовується коктейльна вишня. Авторство коктейлю приписується Креддоку, який змішував його в своєму паризькому барі, при цьому як прототип названий коктейль «Авіація», що з'явився в 1910-му році у Нью-Йорку.

## Спосіб приготування
У рецепті офіційного коктейлю IBA основою є джин «Old Tom» (40 мл або 4 cl), а лікер «Мараскіно», апельсиновий бітер і свіжовичавлений лимонний сік додаються в кількості 10 мл або 1 cl. Інгредієнти змішуються в шейкері з льодом, потім їх зціджують в охолоджений коктейльний келих та прикрашають гарніром у вигляді коктейльної вишні і завитка лимонної цедри.